# Vrankenschans

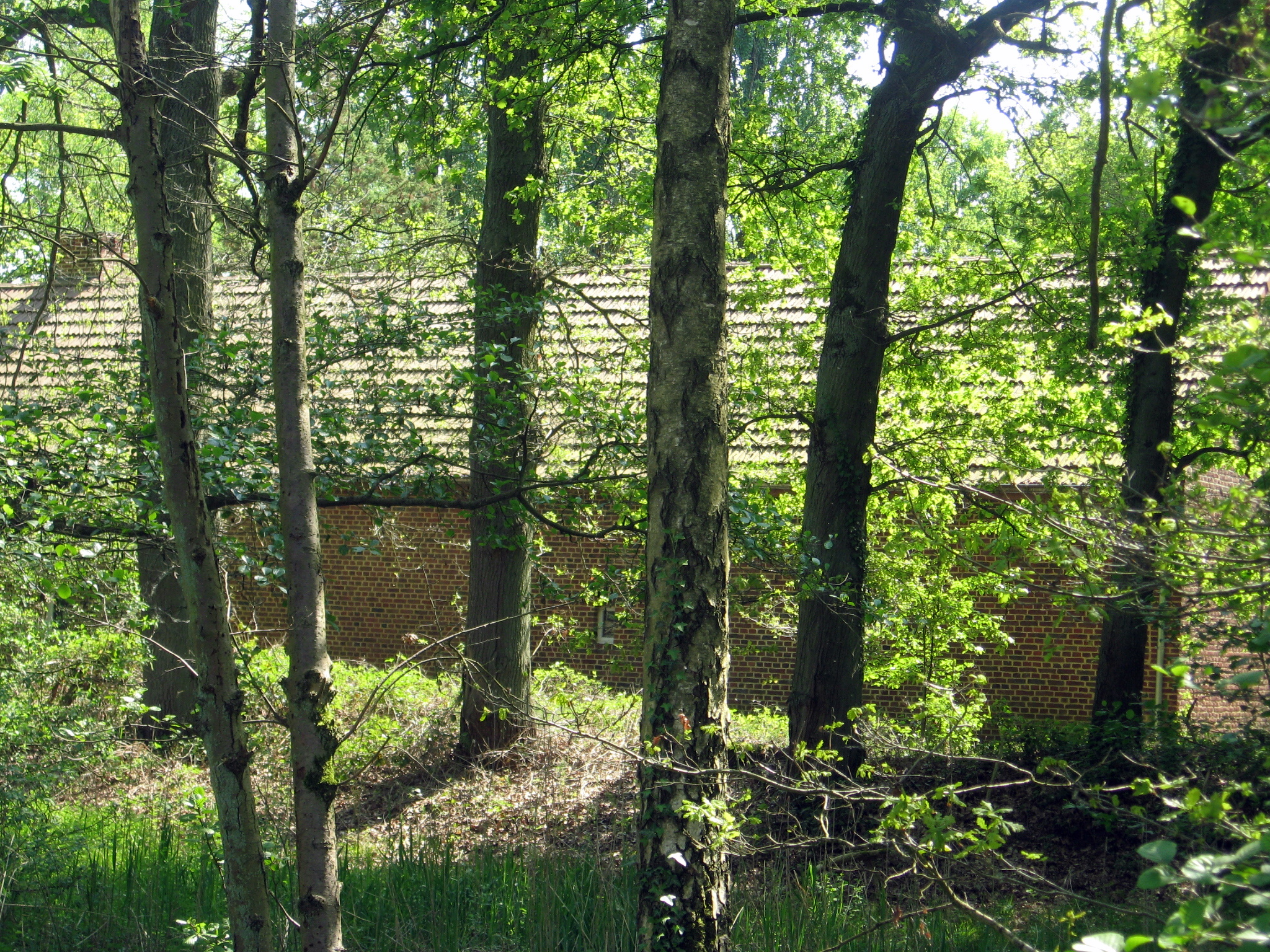
Vrankenschans

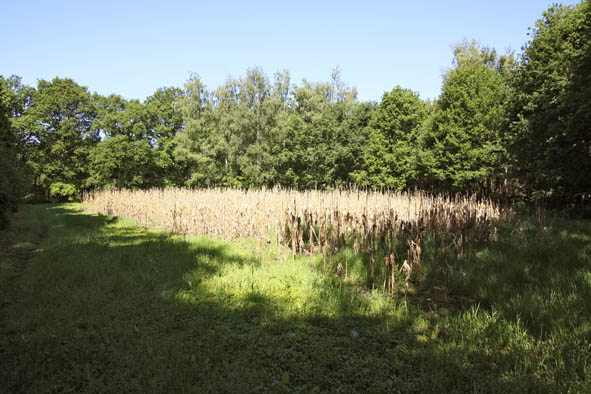
Omwalling

De Vrankenschans (ook: Vrancken Schans of Donkse Schans) is een voormalige schans aan de Vrankenschansweg. De schans ligt ten westen van Terdonk, een gehucht van Zonhoven in de Belgische provincie Limburg. 
Het is een van de vier schansen die in Zonhoven werden aangelegd.

## Geschiedenis
De schans werd opgericht in 1601 en ze is vernoemd naar de ernaast gelegen Vrankenwijers, welke op hun beurt hun naam ontlenen aan de voornaam Vrank of Franco. Ze beslaat een terrein van 1 ha.
In 1704 werd vergunning aangevraagd om een tweede gracht te mogen graven, en deze gracht is ook nu nog aanwezig. Er werd later een boerderij in vakwerkbouw op het terrein opgericht, welke in 1852 werd vervangen door een stenen langgevelboerderij. Deze boerderij brandde in 1874 af en werd in 1875 herbouwd, waarbij vermoedelijk nog delen van de oorspronkelijke boerderij in de herbouwde boerderij werden opgenomen.
In 1981 werd de schans, waarvan de gracht en de met eiken beplante wal nog goed zichtbaar is, als monument geklasseerd.